# Basler Ruder-Club

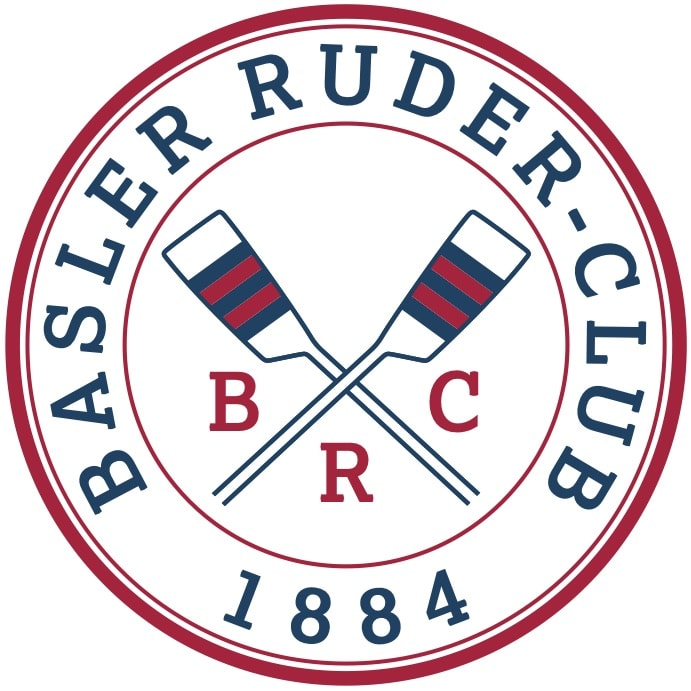
Logo der Basler Ruder-Clubs

Der Basler Ruder-Club 1884 (BRC) ist ein Schweizer Ruderclub in Basel am Ufer des Rheins. Er wurde 1884 in Basel gegründet und hat heute seinen Sitz in Riehen. Er gehört zu den ältesten noch existierenden Vereinen in der Schweiz. Der Basler Ruderclub schnitt stark an den Schweizermeisterschaften 2024 ab.

## Geschichte
Bereits 1886 war der BRC mit dem Seeclub Zürich an der Gründung des Schweizerischen Ruderverbandes beteiligt. 1888 fusionierte der Verein mit der 1885 gegründeten Basler Ruder-Gesellschaft «Rhenania». Der Ruder-Club behielt seinen Namen, übernahm aber die Farben der «Rhenania», blau und rot. Diese wiederum stammen von den zahlreichen Studentenverbindungen (blau-weiss-rot) aus dem frühen 19. Jahrhundert.

## Trivia
Die Vereinsfarben Blau und Rot wurden 1893 bei der Gründung des FC Basel dank Beteiligung von BRC-Mitgliedern übernommen.
Mit dem WFV Rhenania St. Johann ist der Name «Rhenania» im Basler Wassersport bis heute präsent.